# Tavarnamező
Tavarnamező (1899-ig Tavarna-Polyánka, szlovákul: Tovarnianska Polianka) község Szlovákiában, az Eperjesi kerületben, a Varannói járásban.

## Fekvése
Varannótól 13 km-re keletre, a Laborc és az Ondava között fekszik.

## Története
A régészeti leletek tanúsága szerint már a 11. és 13. század között állt itt település, első említése azonban csak 1335-ből származik. Csicsva várának uradalmához tartozott. 1363-ban a Rozgonyi család birtoka. 1600 körül a falut tűz pusztította el, de újból felépítették. A 17. században a Barkócziak szereztek itt birtokot, ekkor már állt evangélikus temploma. 1663-ban pestis pusztította. 1715-ben és 1720-ban 7 portája adózott. 1784-ben épült fel a mai templom.
A 18. század végén Vályi András így ír róla: „Tavarna Polyánka. Tót falu Zemplén Vármegyében, földes Urai Gróf Barkóczy, és Bernát Uraságok, lakosai katolikusok, és ó hitüek, fekszik Tavarnához 1/4 órányira, határja 3 nyomásbéli, melly hasonló a’ Hrabocziéhoz, egy darab bikkes tserjésse vagyon, szőleje nints, piatza Homonnán.”
1828-ban 31 házában 227 lakos élt.
Fényes Elek 1851-ben kiadott geográfiai szótárában így ír a faluról: „Polyánka (Tavarna), orosz f., Zemplén vmegyében, Matyasócz fil., 68 romai, 150 g. kath., 16 zsidó lak., 395 hold szántófölddel. F. u. gr. Barkóczy. Ut. p. Eperjes.”
1900-ban 146-an lakták.
Borovszky Samu monográfiasorozatának Zemplén vármegyét tárgyaló része szerint: „Tavarnamező, azelőtt Tavarna-Polyánka. Tót kisközség 24 házzal és 146 római katholikus vallású lakossal. Van saját postája és távírója, vasúti állomása pedig Homonna. Hajdan Polyán néven Csicsva várának tartozéka volt s már 1363-ban a Rozgonyiak voltak a földesurai. Az 1598-iki összeírás Bay Ferenczet, Hegyi Györgyöt és Krucsay Bálintot találja itt. Azután a Barkóczyak birtokába kerül. 1747-ben, a mikor már Polanka néven említik, Draveczky Lászlót iktatják némely részeibe. 1773-ban gróf Szirmay Zsuzsánna, gróf Barkóczy Imre, Stépán Ferencz és Péchy Antal birtoka. Azután egészen a gróf Barkóczyaké lesz s most is a Barkóczy-féle hitbizományhoz tartozik. Lakosai nem maradtak mentek meg az 1663-ban dúlt pestistől. Gör. kath. temploma 1784-ben épült s 1870-ben újíttatott meg. Ide tartozik a Polyánkai-major.”
A trianoni diktátumig Zemplén vármegye Varannói járásához tartozott.

## Népessége
| Év:            | 1994. | 2004.    | 2014.    | 2024.   |
| -------------- | ----- | -------- | -------- | ------- |
| Emberek száma: | 138   | 124      | 111      | 102     |
| Eltérés:       |       | -10,14 % | -10,48 % | -8,10 % |

| Év:            | 2023. | 2024.   |
| -------------- | ----- | ------- |
| Emberek száma: | 105   | 102     |
| Eltérés:       |       | -2,85 % |

1910-ben 116-an, többségében szlovákok lakták, jelentős magyar kisebbséggel.
2001-ben 136 szlovák lakosa volt.
2011-ben 105 szlovák lakta.

## Nevezetességei
- Görögkatolikus temploma 1784-ben épült, 1870-ben megújították.